# 奧圖碼
奧圖碼股份有限公司 (英語：Optoma Corporation) 為全球大尺寸顯示方案品牌，提供投影機、智慧觸控顯示白板、一體式大型 LED 顯示牆、互動及協作軟體和圖像處理設備等智能顯示軟硬體平台。奧圖碼在歐洲、北美、亞太和中國皆設有區域總部，透過專業的國際團隊在全球 150 多國落實在地服務，提供智能家居、娛樂、遊戲、企業、教育、博物館、展演，數位零售和模擬訓練等大型顯示解決方案。
奧圖碼是中強光電集團的子公司，中強光電集團在台灣地區,中國大陸, 英國和德國設有研發團隊和生產基地。

## 公司歷史
奧圖碼品牌的起源可追溯到1992年，隸屬於中強光電集團，地區總部分別於1995年和1997年在美洲和歐洲先後成立，2000年奧圖碼品牌誕生，2002年奧圖碼在全球成立。
| 年份      | 事件 |
| --------- | --- |
| 2000      | Optoma品牌名稱誕生，母公司中強光電自有品牌投影機以Optoma行銷。 |
| 2002      | 奧圖碼科技正式成立。Optoma成立美國暨歐洲分公司。Optoma在上海成立中國營運總部。 |
| 2003      | 奧圖碼推出全球首款65寸數位光處理（DLP）投影電視機 ，並於2003年榮獲消費電子展創新獎。 |
| 2005      | 奧圖碼發布全球首款多功能DVD投影機 ── MovieTime™ DV10。 |
| 2006      | 奧圖碼推出全球首款1080P家庭劇院投影機（HD81）。 |
| 2008      | 奧圖碼推出全球首款Pico投影機（PK101）。 |
| 2013~2015 | 奧圖碼分別在2013年和2015年發布微型攜帶式LED光源投影機系列（ML750/ML1000），以及首款雷射螢光體技術照明投影機（ZU650）。                                                                                           |
| 2014      | 琉璃奧圖碼科技正式淡出琉璃工房經營，復名「奧圖碼科技」，併購美國音響品牌NuForce跨足音響領域。 |
| 2016      | 奧圖碼在2016年拉斯維加斯影音設備展發布全球首款4K UHD超短焦雷射投影機。 |
| 2017      | 奧圖碼供應首款家庭劇院系列4K UHD雷射投影機（UHZ65）。 |
| 2018      | 奧圖碼在2018年消費電子產品展發布全球首款4K UHD投影機（UHD51A）── 可與Amazon Alexa語音助理搭配使用。 奧圖碼運用德州儀器的數位光處理（DLP）投影技術 成為家庭、商業、教育，以及專業顯示器解決方案之設計商與製造商。 |
| 2019      | 奧圖碼發布多功能QUAD LED顯示器（FHDQ130）、ProScene 4K UHD雷射投影機（ZK1050），以及Dolby Digital 2.0智慧4K UHD雷射劇院（P1）。                                                                                  |
| 2020      | 奧圖碼推出首款163”多功能LED顯示器FHDQ163、3-系列與5-系列互動觸控顯示器。 |
| 2021      | 奧圖碼發布全球首款刷新率4毫秒電競投影機。 於英國成立 Optoma Holding Limited |
| 2022      | 奧圖碼成立ESG委員會 |
| 2023      | 奧圖碼宣布綠色承諾 (Green Promise) 及推出符合綠色承諾設計的雷射投影機系列 (Optoma Z series)。 |
| 2024      | 奧圖碼推出符合綠色承諾設計的三色雷射微型智慧投影機 (OMA系列-ML1080) |

## 歷年得獎

### 奧圖碼全球大獎
2023年
- OIS MR教育疊層系統 - AR/VR/XR 沉浸式學習, HolonIQ 2023 Taiwan EdTech 50[3]
- OMA系列-ML1080 - 日本優良設計獎 (Good Design), 便攜式投影機類別
- OMA系列-ML1080 - 綠色優良設計大獎 (Green Good Design)
- OMA系列-ML1080 - 紅點設計獎 (Red Dot)
- OMA系列-ML1080 - IF產品設計獎
- OMA系列-ML1080 - Projector Central, 2023年 Infocomm 最佳展示獎
- L1 - 日本優良設計獎 (Good Design), 家庭劇院投影機類別
- 5-Series 智慧觸控顯示白板 - Tech & Learning, 返校最佳選擇獎
- 5-Series 智慧觸控顯示白板 - Installation, 2023 ISE 最佳展示獎
- 新竹光臨藝術節「風起夢境」- 2023年美國繆思設計大獎,「體驗與沉浸類」白金獎
- 新竹光臨藝術節「5G行動投影探測號」 - 2023年美國繆思設計大獎,「體驗與沉浸類」白金獎
- 台灣國際燈會「重新啟動」案例 - 2023年美國繆思設計大獎,「體驗與沉浸類」白金獎

2022年
- ZU2200 - Sound & Video Contractor, 2022年創新產品獎
- ZU920TST - 2022年InfoComm 最佳展示獎
- CinemaX D2 - Projector Central, 2022年度最佳獎

2021年
- ZU2200 - Projector Central, 2021年 Infocomm 最佳展示獎
- ZU2200 - AV Technology, 2021年 Infocomm Best in Market獎
- ZU720T - TechRadar Pro, 2021 CES Picks winner
- UHZ50 - Projector Central, 2021 總編輯獎
- UHD35 - Projection Expo 2021 最佳展示獎
- 沉浸式劇院「夢境現實」案例, 2021年美國繆思設計大獎 -「體驗與沉浸類」金獎[4]

2020年
- P1 投影機評論、熱門產品獎
- P1 家庭影院 HiFi 的秘密，2020 年最佳產品，最佳投影機， 3,000 美元以上類別
- P2 Projector Central，總編輯獎
- CinemaX Pro Projection Expo 2020，最佳展示獎
- GT1090HDR Projector Central，2020 年 Projection Expo 最佳展示獎
- UHD50X Projector Central，高度推薦獎
- P1 Projector Central，總編輯獎
- ZU506T 投影機評測，最佳課堂性價比獎
- P1 AVSForum，2020 年最佳選擇
- ZU720T Projector Central，2020 年最佳獎

2019年
- UHD51A - 2019年台灣精品獎銀質獎
- UHD51A - 印度T3雜誌年度投影機（2019年3月）
- UHZ65 - SVI 2019年貿易獎入圍決賽
- UHL55 - 2019年台灣精品獎
- P1 - Engadget 2019年最佳消費性電子產品決賽
- P1 - Gotta Be Mobile 2019年最佳消費性電子產品：今年您會想要買的15件東西
- P1 - 亞洲2019 ZOL最佳消費性電子產品
- P1 - Projector Central 2019年Infocomm最佳展示獎
- P1 - CIT 2019最佳綜合性能大獎
- P1 - 2019年優良設計獎
- ZK1050 - Projector Central 2019年Infocomm最佳展示獎
- ZK1050 - AV最佳科技展示獎

2018年
- UHD51A - Engadget 2018年最佳消費性電子產品
- UHD51A - 亞馬遜精選獎
- UHD51A - GottobeMobile 2018年最佳消費性電子產品
- UHD51A - 越南100大最受信賴產品與服務獎
- UHD60 - 數位趨勢編輯精選獎
- UHD60 - VGP2018日本夏季大賞
- UHD65 - WHAT HI*FI印度五星獎
- UHD65 - 2018年台灣精品獎
- UHD65 - 評論雜誌5星獎
- UHZ65 - AVForums推薦獎
- UHZ65 - 2018年智能創作獎
- UHZ65 - 2018年AV新訊獎決賽
- UHZ65 - AV年度投影機 ─ 奧斯陸競技場獎
- UHZ65 - AV年度顯示器創新獎決賽
- UHZ880 - HIFI 頭條風雲榜 推薦獎
- UHZ880 - +2018數字視聽行業十大品牌十大影響力品牌

### 奧圖碼 一體式大型LED顯示牆全球大獎
- FHDQ163  2021 台灣精品獎
- FHDQ163  ISE 2020安裝優勝者
- FHDQ130  ISE 2019安裝優勝者
- FHDQ130  InfoComm 2019最佳展會獎 租賃和舞台系統
- FHDQ130  ISE 2019 安裝類 最佳展會獎
- FHDQ130  Digital Signage 雜誌 InfoComm 2019最佳展會獎
- FHDQ130  SCN 2019 年度產品

## 外部連結
- Optoma奧圖碼台灣 （页面存档备份，存于）
- Optoma （页面存档备份，存于）
- Optoma奧圖碼台灣Facebook